# Eumenes I

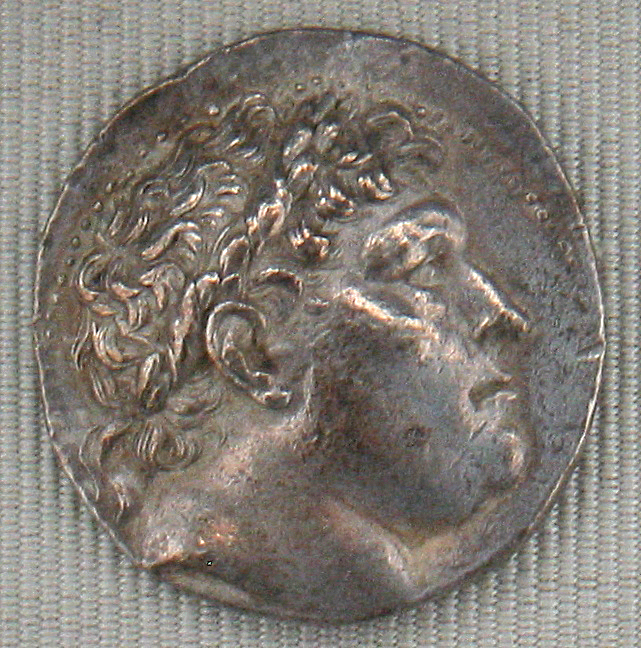
Moneda de Eumenes I, Biblioteca nacional de Francia, París.

Eumenes I  (en griego antiguo: Εὐμένης, romanizado: Euménēs, en latín: Eumenes) de Pérgamo (murió el 241 a. C.), hijo de Eumenes, el hermano de Filetero, el fundador de la dinastía atálida. Eumenes fue el hijo adoptivo y heredero de Filetero, y le sucedió a su muerte en el 263 a. C., como gobernante de Pérgamo hasta su propia muerte en el 241 a. C.
Aunque se encontraba teóricamente bajo el poder de los seléucidas, Pérgamo disfrutó de gran autonomía con Filetero. A pesar de ello, al llegar al poder, Eumenes se rebeló, quizá con el apoyo de Ptolomeo II que estaba en guerra con los seleúcidas, y derrotó al rey seléucida Antíoco I Sóter cerca de Sardes, la capital de Lidia en 262 a. C. Así pudo liberar Pérgamo y ampliar considerablemente sus territorios, establecer guarniciones en el norte, en las faldas del monte Ida, llamado Filetero por su padre adoptivo, y en el este, al nordeste de Tiatira, cerca de las fuentes del río Lico, llamado Atalea, por su abuelo, así como extender su control al sur del río Caico, hasta el golfo de Cime.
Tras la revuelta contra los seléucidas, no hay noticias de hostilidades posteriores relacionadas con Pérgamo durante la época de Eumenes, aunque el conflicto entre Seléucidas y Ptolomeos no cesó, y a pesar de que los gálatas estaban saqueando constantemente la región. Si Eumenes fue capaz de mantener Pérgamo libre de los ataques de los gálatas, probablemente fue debido a que les pagó tributo.
Aunque nunca tomó el título de "rey", Eumenes ejerció el poder como tal. Le sucedió su sobrino Átalo I Sóter.
| Precedido por: Filetero | Gobernador de Pérgamo (Dinastía Atálida) 263 a. C. - 241 a. C. | Sucedido por: Átalo I |